# Box-office France 1955
Cet article traite du box-office de 1955 en France.

## Les films de plus de deux millions d'entrées
| Classement | Titre                              | Pays                  | Réalisateur                                       | Box-office France   |
| ---------- | ---------------------------------- | --------------------- | ------------------------------------------------- | ------------------- |
| 1.         | La Belle et le Clochard            |                       | Clyde Geronimi / Wilfred Jackson / Hamilton Luske | 11 175 716 entrées, |
| 2.         | Vingt Mille Lieues sous les mers   | Richard Fleischer     | 9 619 259 entrées                                 |                     |
| 3.         | Le Comte de Monte-Cristo           |                       | Robert Vernay                                     | 7 780 642 entrées   |
| 4.         | Napoléon                           | Sacha Guitry          | 5 405 252 entrées                                 |                     |
| 5.         | Les Grandes Manœuvres              |                       | René Clair                                        | 5 302 076 entrées   |
| 6.         | La Grande Bagarre de don Camillo   |                       | Carmine Gallone                                   | 5 087 231 entrées   |
| 7.         | Vera Cruz                          |                       | Robert Aldrich                                    | 4 501 021 entrées   |
| 8.         | La strada                          |                       | Federico Fellini                                  | 4 483 518 entrées   |
| 9.         | À l'est d'Éden                     |                       | Elia Kazan                                        | 4 207 070 entrées   |
| 10.        | French Cancan                      |                       | Jean Renoir                                       | 3 963 928 entrées   |
| 11.        | Chiens perdus sans collier         | Jean Delannoy         | 3 905 504 entrées                                 |                     |
| 12.        | Les Évadés                         |                       | Jean-Paul Le Chanois                              | 3 830 332 entrées   |
| 13.        | Les Hommes en blanc                | Ralph Habib           | 3 723 253 entrées                                 |                     |
| 14.        | Les Diaboliques                    | Henri-Georges Clouzot | 3 674 380 entrées                                 |                     |
| 15.        | La Madelon                         | Jean Boyer            | 3 473 616 entrées                                 |                     |
| 16.        | Pain, Amour et Jalousie            |                       | Luigi Comencini                                   | 3 466 401 entrées   |
| 17.        | Ça va barder                       |                       | John Berry                                        | 3 416 739 entrées   |
| 18.        | La Vallée des rois                 |                       | Robert Pirosh                                     | 3 383 760 entrées   |
| 19.        | La Main au collet                  | Alfred Hitchcock      | 3 348 634 entrées                                 |                     |
| 20.        | Sur les quais                      | Elia Kazan            | 3 343 941 entrées                                 |                     |
| 21.        | Du rififi chez les hommes          |                       | Jules Dassin                                      | 3 284 666 entrées   |
| 22.        | Quatre Jours à Paris               | André Berthomieu      | 3 175 568 entrées                                 |                     |
| 23.        | Gas-oil                            | Gilles Grangier       | 3 096 411 entrées                                 |                     |
| 24.        | Je suis un sentimental             |                       | John Berry                                        | 3 083 212 entrées   |
| 25.        | Les Aristocrates                   |                       | Denys de La Patellière                            | 2 915 391 entrées   |
| 26.        | Razzia sur la chnouf               | Henri Decoin          | 2 906 148 entrées                                 |                     |
| 27.        | Les Hussards                       | Alex Joffé            | 2 875 093 entrées                                 |                     |
| 28.        | Les héros sont fatigués            | Yves Ciampi           | 2 874 200 entrées                                 |                     |
| 29.        | Les Ponts de Toko-Ri               |                       | Mark Robson                                       | 2 835 108 entrées   |
| 30.        | Le Printemps, l'Automne et l'Amour |                       | Gilles Grangier                                   | 2 703 396 entrées   |
| 31.        | Nana                               | Christian-Jaque       | 2 675 373 entrées                                 |                     |
| 32.        | Marcelin, Pain et Vin              |                       | Ladislas Vajda                                    | 2 675 293 entrées   |
| 33.        | La Fille du fleuve                 |                       | Mario Soldati                                     | 2 642 279 entrées   |
| 34.        | L'Impossible Monsieur Pipelet      |                       | André Hunebelle                                   | 2 591 219 entrées   |
| 35.        | Rose-Marie                         |                       | Mervyn LeRoy                                      | 2 499 517 entrées   |
| 36.        | Sabrina                            | Billy Wilder          | 2 483 487 entrées                                 |                     |
| 37.        | La Grande Prairie                  | James Algar           | 2 442 712 entrées                                 |                     |
| 38.        | On déménage le colonel             |                       | Maurice Labro                                     | 2 406 216 entrées   |
| 39.        | Les Chiffonniers d'Emmaüs          | Robert Darène         | 2 397 429 entrées                                 |                     |
| 40.        | Continent perdu                    |                       | Leonardo Bonzi / Enrico Gras / Giorgio Moser      | 2 367 397 entrées   |
| 41.        | Le crime était presque parfait     |                       | Alfred Hitchcock                                  | 2 320 635 entrées   |
| 42.        | Frou-frou                          |                       | Augusto Genina                                    | 2 300 666 entrées   |
| 43.        | La Tour de Nesle                   | Abel Gance            | 2 191 984 entrées                                 |                     |
| 44.        | Les Carnets du major Thompson      |                       | Preston Sturges                                   | 2 178 792 entrées   |
| 45.        | Le Chevalier du roi                |                       | Rudolph Maté                                      | 2 171 034 entrées   |
| 46.        | Le Triomphe de Buffalo Bill        | Jerry Hopper          | 2 133 227 entrées                                 |                     |
| 47.        | Mademoiselle de Paris              |                       | Walter Kapps                                      | 2 130 520 entrées   |
| 48.        | À toi de jouer, Callaghan          | Willy Rozier          | 2 117 412 entrées                                 |                     |
| 49.        | Le Dossier noir                    |                       | André Cayatte                                     | 2 072 283 entrées   |
| 50.        | Le Village magique                 | Jean-Paul Le Chanois  | 2 053 413 entrées                                 |                     |
| 51.        | Fenêtre sur cour                   |                       | Alfred Hitchcock                                  | 2 049 181 entrées   |
| 52.        | L'Émeraude tragique                | Andrew Marton         | 2 048 836 entrées                                 |                     |
| 53.        | Oasis                              |                       | Yves Allégret                                     | 2 012 414 entrées   |

## Box-office hebdomadaire
| #  | Semaine                            | Film no 1,                            | Pays            | Entrées         |
| -- | ---------------------------------- | ------------------------------------- | --------------- | --------------- |
| 1  | 29 décembre 1954 au 4 janvier 1955 | Ali Baba et les Quarante Voleurs      |                 | 470 073 entrées |
| 2  | 5 janvier au 11 janvier 1955       | Ali Baba et les Quarante Voleurs      | 177 535 entrées |                 |
| 3  | 12 janvier au 18 janvier 1955      | Escalier de service                   | 196 169 entrées |                 |
| 4  | 19 janvier au 25 janvier 1955      | Le Comte de Monte-Cristo              |                 | 169 528 entrées |
| 5  | 26 janvier au 1er février 1955     | Votre dévoué Blake                    |                 | 175 745 entrées |
| 6  | 2 février au 8 février 1955        | Obsession                             | 271 617 entrées |                 |
| 7  | 9 février au 15 février 1955       | Votre dévoué Blake                    | 243 614 entrées |                 |
| 8  | 16 février au 22 février 1955      | Le Désert vivant                      |                 | 244 679 entrées |
| 9  | 23 février au 1er mars 1955        | Les Diaboliques                       |                 | 205 579 entrées |
| 10 | 2 mars au 8 mars 1955              | Le Rouge et le Noir                   |                 | 236 654 entrées |
| 11 | 9 mars au 15 mars 1955             | Papa, maman, la bonne et moi          |                 | 287 716 entrées |
| 12 | 16 mars au 22 mars 1955            | Papa, maman, la bonne et moi          | 211 712 entrées |                 |
| 13 | 23 mars au 29 mars 1955            | Papa, maman, la bonne et moi          | 232 898 entrées |                 |
| 14 | 30 mars au 5 avril 1955            | Ça va barder                          |                 | 226 967 entrées |
| 15 | 6 avril au 12 avril 1955           | Napoléon                              | 361 297 entrées |                 |
| 16 | 13 avril au 19 avril 1955          | Les Diaboliques                       |                 | 298 622 entrées |
| 17 | 20 avril au 26 avril 1955          | Les Diaboliques                       | 215 311 entrées |                 |
| 18 | 27 avril au 3 mai 1955             | Napoléon                              |                 | 182 906 entrées |
| 19 | 4 mai au 10 mai 1955               | Napoléon                              | 190 285 entrées |                 |
| 20 | 11 mai au 17 mai 1955              | French Cancan                         | 158 018 entrées |                 |
| 21 | 18 mai au 24 mai 1955              | Sur le banc                           |                 | 173 213 entrées |
| 22 | 25 mai au 31 mai 1955              | Napoléon                              |                 | 158 397 entrées |
| 23 | 1er juin au 7 juin 1955            | À toi de jouer, Callaghan             |                 | 106 193 entrées |
| 24 | 8 juin au 14 juin 1955             | Ça va barder                          |                 | 102 936 entrées |
| 25 | 15 juin au 21 juin 1955            | Les pépées font la loi                |                 | 124 299 entrées |
| 26 | 22 juin au 28 juin 1955            | Les pépées font la loi                | 69 569 entrées  |                 |
| 27 | 29 juin au 5 juillet 1955          | La Belle Romaine                      |                 | 76 417 entrées  |
| 28 | 6 juillet au 12 juillet 1955       | Repris de justice                     | 62 831 entrées  |                 |
| 29 | 13 juillet au 19 juillet 1955      | Cellule 2455, couloir de la mort (en) |                 | 67 462 entrées  |
| 30 | 20 juillet au 26 juillet 1955      | Autant en emporte le vent             | 60 584 entrées  |                 |
| 31 | 27 juillet au 2 août 1955          | Autant en emporte le vent             | 58 479 entrées  |                 |
| 32 | 3 août au 9 août 1955              | Mademoiselle de Paris                 |                 | 63 413 entrées  |
| 33 | 10 août au 16 août 1955            | Le Calice d'argent                    |                 | 61 459 entrées  |
| 34 | 17 août au 23 août 1955            | La Fille de Mata Hari                 |                 | 57 277 entrées  |
| 35 | 24 août au 30 août 1955            | Le Crâneur                            |                 | 62 975 entrées  |
| 36 | 31 août au 6 septembre 1955        | La Belle Romaine                      |                 | 81 653 entrées  |
| 37 | 7 septembre au 13 septembre 1955   | Les Évadés                            |                 | 129 130 entrées |
| 38 | 14 septembre au 20 septembre 1955  | À toi de jouer, Callaghan             | 122 079 entrées |                 |
| 39 | 21 septembre au 27 septembre 1955  | Vingt Mille Lieues sous les mers      |                 | 231 126 entrées |
| 40 | 28 septembre au 4 octobre 1955     | Napoléon                              |                 | 213 852 entrées |
| 41 | 5 octobre au 11 octobre 1955       | Les Évadés                            |                 | 318 135 entrées |
| 42 | 12 octobre au 18 octobre 1955      | Les Évadés                            | 202 545 entrées |                 |
| 43 | 17 octobre au 25 octobre 1955      | La strada                             |                 | 216 880 entrées |
| 44 | 26 octobre au 1er novembre 1955    | Les Grandes Manœuvres                 |                 | 201 218 entrées |
| 45 | 2 novembre au 8 novembre 1955      | Les Grandes Manœuvres                 | 250 604 entrées |                 |
| 46 | 9 novembre au 15 novembre 1955     | Les Grandes Manœuvres                 | 379 742 entrées |                 |
| 47 | 16 novembre au 22 novembre 1955    | Les Grandes Manœuvres                 | 197 611 entrées |                 |
| 48 | 23 novembre au 29 novembre 1955    | Gas-oil                               | 141 024 entrées |                 |
| 49 | 30 novembre au 6 décembre 1955     | La Grande Bagarre de don Camillo      |                 | 159 376 entrées |
| 50 | 7 décembre au 13 décembre 1955     | La Grande Bagarre de don Camillo      | 159 841 entrées |                 |
| 51 | 14 décembre au 20 décembre 1955    | Les Carnets du major Thompson         |                 | 142 437 entrées |
| 52 | 21 décembre au 27 décembre 1955    | La Belle et le Clochard               |                 | 272 075 entrées |